# Beatles VI
Albums nord-américains des Beatles
The Early Beatles
(1965) Help!
(1965)
Beatles VI est un album américain du groupe britannique The Beatles, publié par Capitol Records. Il comprend six titres issus de l'édition britannique de Beatles For Sale, trois en provenance de l'album Help!, Yes It Is (la face B du single Ticket to Ride) et enfin la reprise Bad Boy, une chanson inédite enregistrée en mai 1965 expressément pour ce disque.

## Historique
Après avoir tardé à distribuer les disques des Beatles jusqu'à la fin décembre 1963, Capitol Records avait, en 1964, une grande quantité de chansons en réserve. De plus, comme la maison de disques avait l'habitude de n'inclure dans les albums américains que onze ou douze titres, au lieu des quatorze en Angleterre, et de ressortir certaines de ces chansons sur des singles, on a réussi à sortir durant l'année quatre albums, une dizaine de singles pour des ventes d'environ 15 millions de disques. Voulant continuer de profiter pleinement de la vague Beatles, Capitol publie, le 22 mars 1965, son cinquième titre, The Early Beatles, une version écourtée du disque Please Please Me, une réédition un peu modifiée de Introducing… The Beatles, l'album du label Vee-Jay Records qui a depuis perdu les droits de ces chansons.
Comme l'indique le titre, Capitol publie le 14 juin 1965, Beatles VI, son sixième 33 tours, si on oublie le disque documentaire The Beatles' Story (et A Hard Day's Night de la United Artists). À part l'inclusion de Yes It Is, la face B du single Ticket to Ride, il ne comprend que des chansons inédites aux États-Unis. On y retrouve les six titres tirés de l'album Beatles For Sale qui avaient été laissés de côté du disque Beatles '65 publié en décembre 1964. En primeur, on y rajoute trois chansons de l'album Help!, qui ne sera publié qu'en août, et on complétera avec Bad Boy, une chanson de Larry Williams qui restera, durant 18 mois, inédite en Angleterre; elle n'y sera publiée que le 9 décembre 1966 sur la compilation A Collection of Beatles Oldies.
Le 26 juin 1965, cet album entre dans le Billboard 200 à la cent quarante-neuvième position et atteint la première place deux semaines plus tard, le 10 juillet pour y rester six semaines. Il demeure dans ce palmarès pour un total de quarante-et-une semaines.

## Pochette
La photo est prise au studio Farringdon à Londres par le photographe britannique Bill Francis pendant la même séance où Robert Whitaker (en) a effectué les clichés qui ont servi à la pochette de Beatles '65. Elle montre les Beatles, souriants, tenant tous le même objet. La photo étant coupée, on ne peut voir que cet objet est un couteau planté dans un gâteau. Sous le titre, suivie de la liste des chansons, une tagline est rajoutée : « The world's most popular foursome! John • Paul • George • Ringo » (Le quatuor le plus populaire au monde !) avec les noms dans le désordre par rapport à la photo. Au dos sont présentés quatre clichés en noir et blanc de chacun des membres du groupe, pris en septembre 1964 lors de l'enregistrement du disque Beatles For Sale. On y aperçoit entre autres Ringo derrière les timbales qui sont entendues dans la chanson Every Little Thing qui clôt cet album. Sur la version sortie de l'usine de Scranton, Pennsylvanie, la liste imprimée sur le verso de la pochette place les chansons dans un ordre différent indiquant « Voir étiquette pour l'ordre correct des chansons ».

## Pistes
Tous les titres sont composés par John Lennon et Paul McCartney, sauf mention contraire. Les chansons sont tirées de l'album britannique Beatles for Sale sauf celles suivies des symboles suivants : Ң album Help!, ƒB face B d'un 45 tours, § chanson inédite.
- Face 1 :
  1. Kansas City [sic] (Jerry Leiber & Mike Stoller / Richard Penniman) – 2:33
  2. Eight Days a Week – 2:45
  3. You Like Me Too Much (George Harrison) – 2:36 Ң
  4. Bad Boy (Larry Williams) – 2:21 §
  5. I Don't Want to Spoil the Party – 2:36
  6. Words of Love (Buddy Holly) – 2:14
- Face 2 :
  1. What You're Doing – 2:34
  2. Yes It Is – 2:41 ƒB
  3. Dizzy Miss Lizzie [sic] (Larry Williams) – 2:54 Ң
  4. Tell Me What You See – 2:37 Ң
  5. Every Little Thing – 2:04

## Rééditions
Ce disque a été réédité en CD le 11 avril 2006, avec les mixages effectués à l'époque par Capitol Records, dans la collection The Capitol Albums Volume 2 et, en janvier 2014, cette fois avec les mixages de la réédition de 2009, dans la collection The U.S. Albums.

## Classements hebdomadaires
| Classement (1964-1965)       | Meilleure place |
| ---------------------------- | --------------- |
| Allemagne (Media Control AG) | 15              |
| États-Unis (Billboard 200)   | 1               |

## Certifications
| Pays                  | Certification | Unités certifiées | Date de certification |
| --------------------- | ------------- | ----------------- | --------------------- |
| Canada (Music Canada) | Or            | 50 000            | 31 mars 1995          |
| États-Unis (RIAA)     | Platine       | 1 000 000         | 10 janvier 1997       |